# World Trade Center
Il World Trade Center (letteralmente, Centro di Commercio Mondiale) di New York era un complesso di sette edifici per la maggior parte progettati dall'architetto Minoru Yamasaki e dall'ingegnere Leslie Robertson e sviluppato dall'Autorità Portuale di New York e New Jersey. Il complesso era situato nella parte sud dell'isola di Manhattan, nel Lower Manhattan, ed era famoso in particolare per l'eccezionale evidenza delle Torri Gemelle (Twin Towers), inaugurate il 4 aprile 1973 e distrutte negli attentati dell'11 settembre 2001. Con il crollo delle torri (denominate WTC 1 e WTC 2) anche gli edifici minori (WTC 3, WTC 4, WTC 5, WTC 6 e WTC 7) furono distrutti o danneggiati irreversibilmente e quindi abbattuti nei mesi successivi. Attualmente, il nuovo sito è stato ricostruito e rinominato con l'omonimo World Trade Center che consiste in sei nuovi grattacieli (di cui due ancora in costruzione), un memoriale e museo per le vittime degli attacchi, un performing arts center e un terminal di trasporto.
Al momento del completamento, l'originale One World Trade Center (la Torre Nord) e il Two World Trade Center (la Torre Sud), noti popolarmente come "Torri Gemelle", erano i grattacieli più alti del mondo. Gli altri edifici includevano il WTC 3 (Marriott World Trade Center), il WTC 4 (dove oltre agli uffici operavano varie borse valori), WTC 5, WTC 6 (che conteneva l'Ufficio doganale e di protezione delle frontiere) e il WTC 7. Tutti questi edifici furono costruiti tra il 1970 e il 1985, per un costo di $400 milioni di dollari (2,3 miliardi di dollari del 2014). Il complesso era situato nel cuore del distretto finanziario di New York, con uno spazio totale di 1,24 milioni di metri quadrati per uffici. Durante la sua esistenza, il World Trade Center rappresentò il più grande simbolo della globalizzazione e del potere economico degli Stati Uniti. Nel 1998 l'Autorità Portuale decise di privatizzare il complesso, inducendo una gara pubblica per una società privata a gestirlo, e aggiudicò la gara a Silverstein Properties a luglio 2001.
Colpito in precedenza da un'autobomba nel 1993, il World Trade Center venne completamente distrutto la mattina di martedì 11 settembre 2001, quando 19 terroristi di Al Qaida fecero schiantare due aerei Boeing 767, uno contro ciascuna delle Torri Gemelle, in un attacco terroristico coordinato. La Torre Nord (WTC 1) venne colpita alle 8:46 dal volo American Airlines 11, mentre la Torre Sud (WTC 2) venne colpita alle 9:03 dal volo United Airlines 175. Dopo aver bruciato per 56 minuti, la Torre Sud crollò alle 9:59, seguita alle 10:28 dalla Torre Nord. Gli attacchi al World Trade Center provocarono 2.753 morti. Il WTC 7 crollò più tardi quel giorno, alle 17:20, e altri edifici, sebbene non siano crollati, sono stati demoliti perché il danno provocato dalle macerie delle due torri era irreparabile.

## Costruzione originale

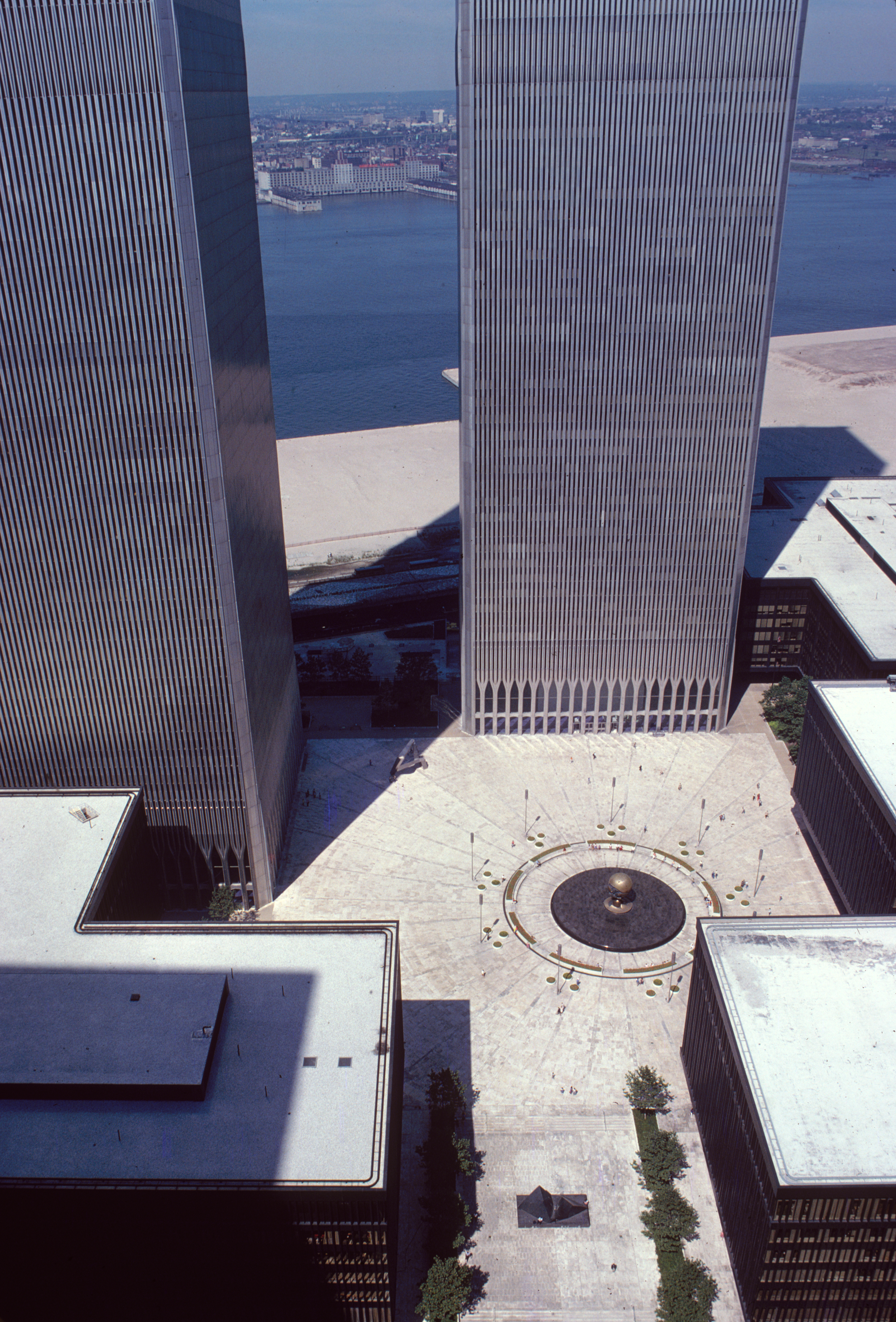
La piazza Austin Tobin Plaza tra le due torri, in uno scatto del 1978. Al centro sono visibili le sculture The Sphere e Ideogram.

### Pianificazione e costruzione

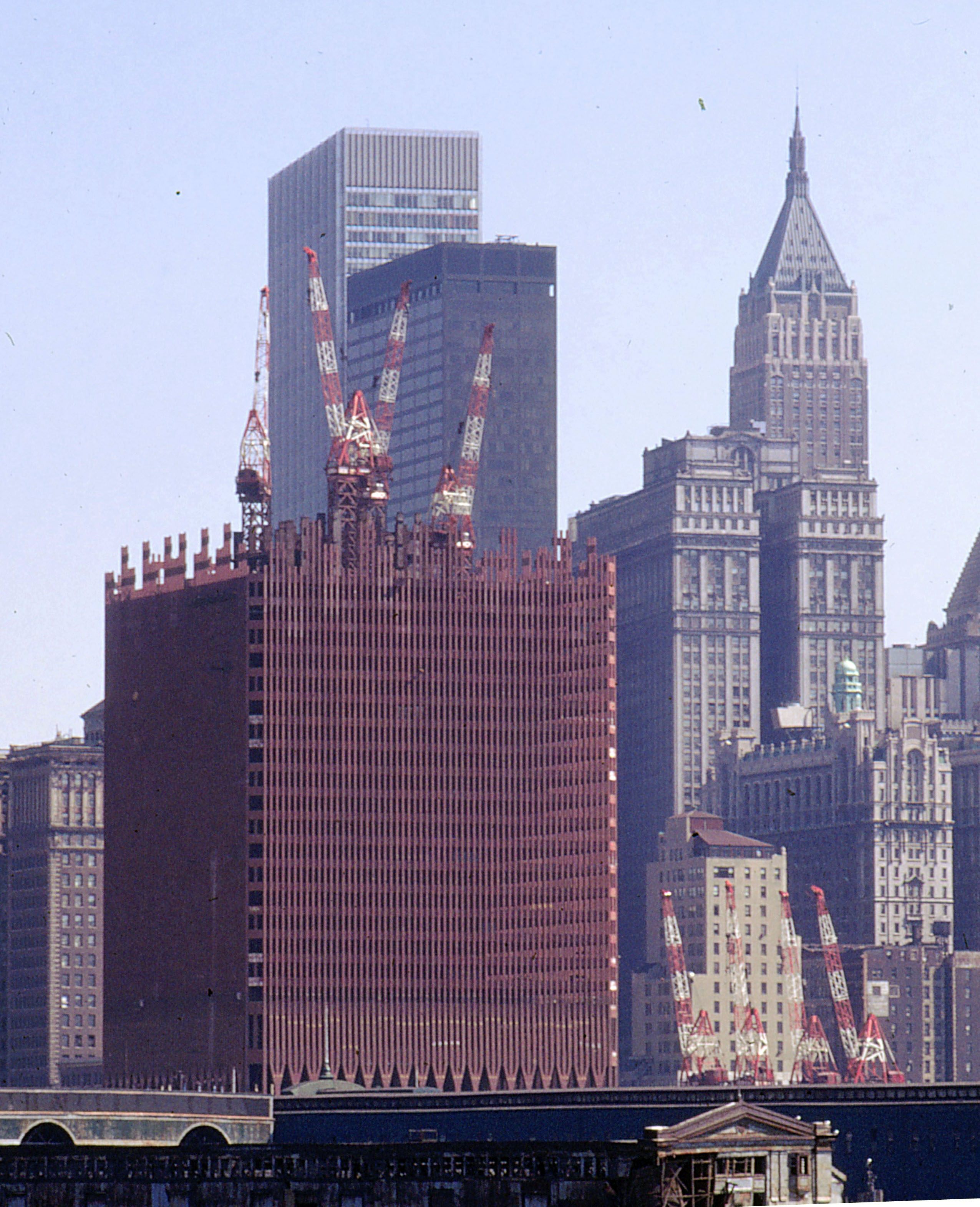
Il WTC 1 in costruzione, nell'autunno del 1967.

Nel 1943 fu proposta per la prima volta l'idea di istituire un World Trade Center (Centro di Commercio Mondiale) a New York. Il legislatore dello Stato di New York autorizzò Thomas E. Dewey, l'allora governatore di New York, a iniziare a sviluppare piani per il progetto, ma tali piani furono sospesi nel 1949. Durante gli anni '50 e i primi '60, la crescita economica di New York si concentrò nel centro di Manhattan, mentre Lower Manhattan fu spinta in secondo piano. Per stimolare il rinnovamento urbano, David Rockefeller suggerì che l'Autorità Portuale costruisse il World Trade Center a Lower Manhattan.
Nel 1960 fu istituita la Lower Manhattan Association presieduta da David Rockefeller, che ebbe l'idea di costruire il centro. Numerosi grattacieli furono costruiti nella Midtown. Lower Manhattan invece era stata esclusa fino a che David Rockefeller, grazie all'aiuto di suo fratello Nelson, riuscì a proporre che vi fosse edificato un Centro del commercio mondiale. Il progetto, costruzione e scavi inclusi, veniva a costare 336 milioni di dollari che furono forniti quasi interamente dall'autorità portuale di New York e New Jersey.

#### Progettazione architettonica
Il 20 settembre 1962, l'Autorità Portuale di New York e New Jersey annunciò l'elezione di Minoru Yamasaki come architetto capo e Emery Roth and Sons come architetti associati. Yamasaki elaborò un piano che incorporava due torri gemelle nel complesso; nel piano originale di Yamasaki, ognuna era alta 80 piani. Per soddisfare il requisito dell'autorità portuale di 930.000 m² di spazio per uffici, ogni torre doveva essere alta 110 piani.
Una limitazione importante in questo tipo di costruzione è la questione degli ascensori; più alto è l'edificio, più ascensori sono necessari per servirlo, il che consuma molto spazio. Yamasaki e gli ingegneri decisero di utilizzare un nuovo sistema con due lobby speciali, che permettevano agli utenti di spostarsi da ascensori espressi ad alta capacità (si fermavano solo su determinati piani) a un ascensore locale (che si fermava su tutti i piani in una sezione). Ciò consentì la progettazione di un accatastamento di ascensori locali all'interno dello stesso vano ascensore. Situati al 44º e al 78º piano di ogni torre, corridoi speciali permettevano di utilizzare gli ascensori in modo efficiente, aumentando la quantità di spazio utilizzabile su ogni piano del 62-75%, riducendo il numero di assi degli ascensori. Complessivamente, il World Trade Center aveva 95 ascensori, sia espressi che locali. Questo sistema fu ispirato da quello utilizzato dalla Metropolitana di New York, le cui linee comprendono le stazioni espresse, dove fermano sia i treni espressi e locali, sia le stazioni locali, dove fermano solo i treni locali.
Il progetto di Minoru Yamasaki per il World Trade Center, rivelato al pubblico il 18 gennaio 1964, mostrava per le torri una base quadrata di circa 63 metri su ciascun lato. Gli edifici erano progettati con finestre strette di 46 centimetri negli uffici, che riflettevano la paura dell'altezza di Yamasaki e il suo desiderio che gli inquilini si sentissero al sicuro all'interno degli edifici. Il progetto di ogni torre aveva facciate rivestite in leghe di alluminio, i cui pezzi venivano assemblati uno ad uno man mano che le torri aumentavano di altezza. Il World Trade Center fu una delle implementazioni più importanti dell'etica architettonica di Le Corbusier, nonché la più grande espressione delle tendenze gotiche moderniste di Yamasaki.
Oltre alle torri gemelle, il piano per il complesso del World Trade Center comprendeva altri quattro edifici bassi, costruiti all'inizio degli anni '70. L'edificio di 47 piani del World Trade Center 7 venne costruito negli anni '80, a nord del complesso principale. Sommariamente, il World Trade Center occupava un superblocco di 65.000 m².

#### Disegno strutturale

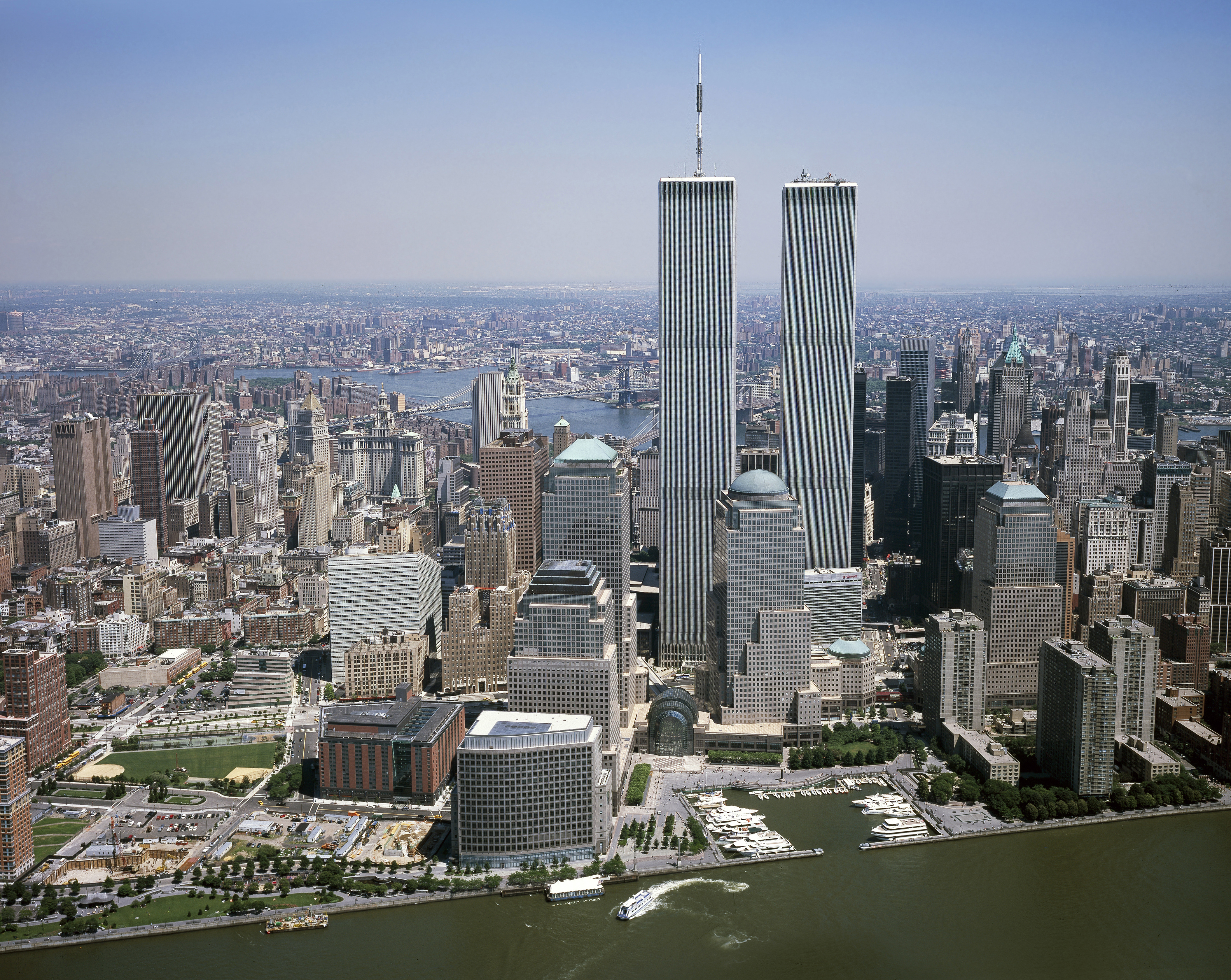
Il World Financial Center e il Battery Park City sono costruiti su terra sottratta al mare.

Progettazione di un tipico piano e disposizione dell'ascensore delle torri originali del WTC.

La società di ingegneria strutturale Worthington, Skilling, Helle & Jackson lavorò per attuare il progetto di Yamasaki, sviluppando il telaio del tubo strutturale utilizzato sulla facciata delle Torri Gemelle. Il dipartimento di ingegneria dell'Autorità Portuale lavorò in qualità di ingegneri fondatori, Joseph R. Loring & Associates come ingegneri elettrici e Jaros, Baum & Bolles come ingegneri meccanici del progetto; la società Tishman Realty & Construction era l'appaltatore generale del progetto World Trade Center. Guy F. Tozzoli, direttore del Dipartimento del commercio mondiale presso l'Autorità Portuale, e Rino M. Monti, ingegnere capo dell'Autorità Portuale, supervisionarono il progetto. In quanto agenzia interstatale, l'Autorità Portuale non era soggetta alle leggi locali o alle normative di New York, compresi i codici di costruzione; tuttavia gli ingegneri strutturali del World Trade Center finirono per seguire le bozze dei nuovi codici di costruzione del 1968. Il design del telaio del tubo, precedentemente introdotto da Fazlur Khan, era un nuovo approccio che consentiva più planimetrie aperte e che, rispetto al disegno tradizionale, distribuiva all'interno le colonne per supportare i carichi dell'edificio. Le torri del World Trade Center utilizzavano colonne perimetrali in acciaio forti e resistenti, note come capriate di Vierendeel, che si trovavano a breve distanza l'una dall'altra, formando così una struttura di parete forte e rigida, che supporta praticamente tutti i carichi laterali, come quelli del vento e condivisione del carico di gravità con le colonne centrali. La struttura perimetrale, contenente 59 colonne per lato, venne costruita con un ampio uso di elementi modulari prefabbricati, ciascuno costituito da tre colonne, alte tre piani, collegate da davanzali. Queste piastre furono saldate alle colonne per creare i pezzi modulari fuori sede nel laboratorio di fabbricazione. I moduli adiacenti furono imbullonati insieme con raccordi nel mezzo della campata della colonna e piastre di davanzale. Le piastre furono posizionate su ogni piano, trasmettendo lo sforzo di taglio tra le colonne, consentendo loro di lavorare insieme per resistere ai carichi laterali. Le giunzioni tra i moduli erano sfalsate verticalmente, in modo che i giunti delle colonne tra i moduli adiacenti non fossero sullo stesso piano.
Il centro delle torri conteneva l'ascensore e spazi di servizio, servizi igienici, tre scale e altri spazi di supporto. Il centro di ogni torre era un'area rettangolare di 27 per 41 metri e conteneva 47 colonne d'acciaio che correvano dalla base alla cima della torre. Il grande spazio tra il perimetro e il centro, privo di colonne, era segmentato verticalmente da travi prefabbricate. I pavimenti sostenevano il proprio peso, nonché i carichi in tensione, conferendo stabilità laterale alle pareti esterne e distribuendo i carichi del vento tra queste pareti. I pavimenti erano costituiti da lastre di cemento leggero di 10 cm di spessore, posizionate su un ponte di acciaio nervato. Una rete di travi leggere a ponte e travi principali supportava i pavimenti. Le travi erano collegate al perimetro in colonne alternate e si trovavano su basi di 2,03 metri. Le linee superiori delle travi erano imbullonate alle sedi saldate alle piastre del davanzale sul lato esterno e ad un canale saldato alle colonne centrali sul lato interno. I pavimenti erano collegati alle piastre del davanzale perimetrale con ammortizzatori viscoelastici che contribuivano a ridurre l'oscillazione percepita dagli occupanti dell'edificio.
Tra il 107º piano e la cima di ogni torre fu sistemata una grande trave, progettata per supportare un'alta antenna di comunicazione sulla cima di ogni torre. Tuttavia, solo il WTC 1 (Torre Nord) aveva un'antenna, che fu aggiunta nel 1978. Il sistema reticolare era costituito da sei capriate disposte sul lato lungo del nucleo e quattro sul lato corto, che collegava il nucleo centrale con la struttura perimetrale dell'edificio. Questo sistema di travi permetteva la ridistribuzione del carico tra il perimetro e le colonne centrali, contribuendo a stabilizzare gli sforzi causati dall'antenna di trasmissione.
Il disegno del telaio del tubo, che utilizzava un centro in acciaio e colonne perimetrali rivestite con un materiale resistente al fuoco, creava una struttura relativamente leggera, che si sarebbe bilanciata più in risposta al vento rispetto alle strutture tradizionali, come quelle dell'Empire State Building, che per proteggersi dal fuoco, hanno murature spesse e pesanti, con elementi strutturali in acciaio. Durante il processo di progettazione, furono condotti test nella Galleria del vento per stabilire le sollecitazioni causate dal vento che gli edifici del World Trade Center potevano affrontare, nonché una risposta strutturale a tali forze. Furono inoltre condotti esperimenti per valutare la quantità di oscillazione che gli occupanti potevano comodamente tollerare; tuttavia, molti soggetti manifestavano vertigini e altri effetti avversi. Uno dei principali ingegneri, Leslie Robertson, lavorò con l'ingegnere canadese Alan G. Davenport per sviluppare ammortizzatori viscoelastici per assorbire parte dell'oscillazione. Questi ammortizzatori, utilizzati nelle strutture negli incroci tra i travetti del pavimento e le colonne perimetrali, insieme ad altre modifiche strutturali, riducevano l'oscillazione dell'edificio a un livello accettabile.

#### Costruzione

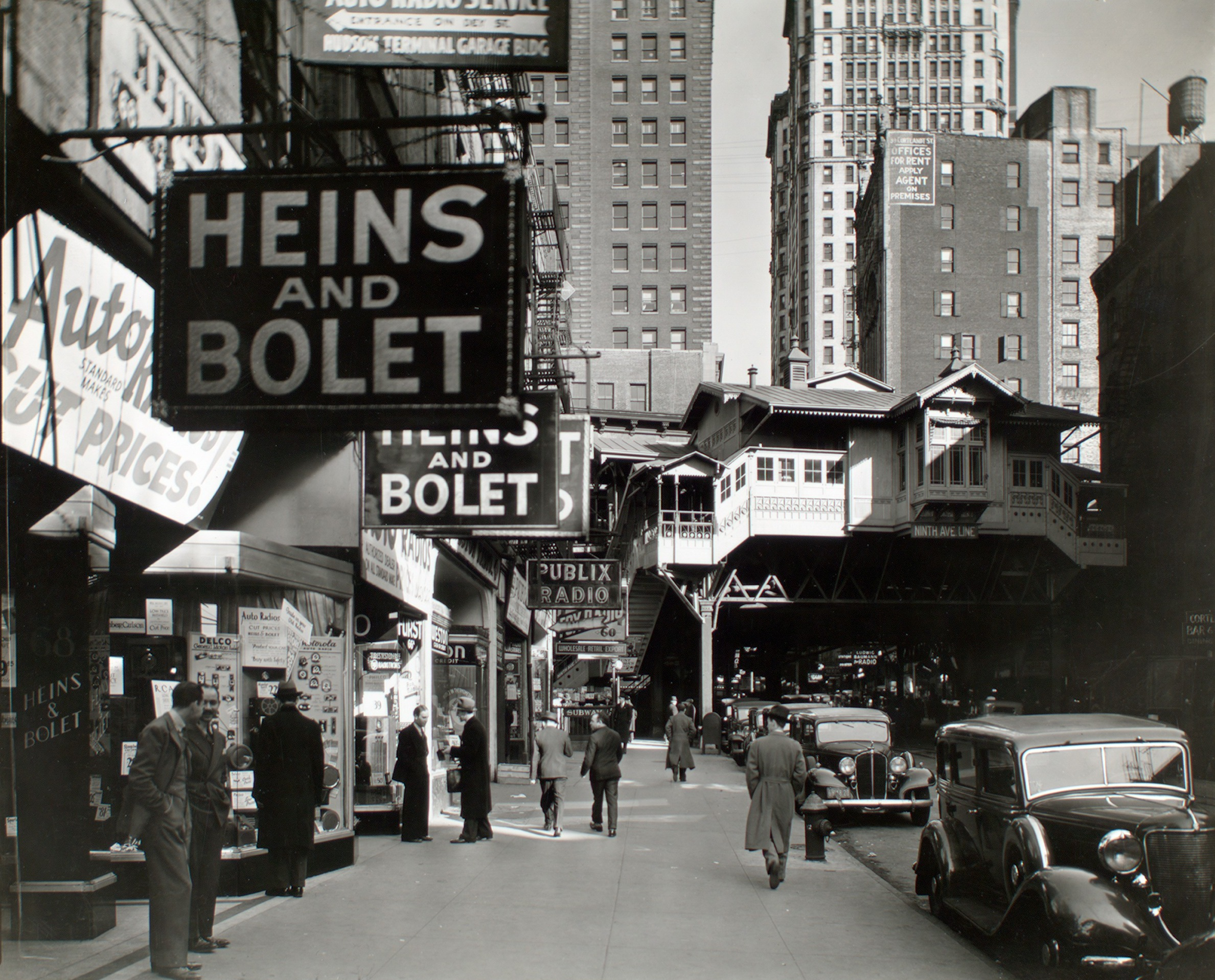
Questa sezione di Cortlandt Street (mostrata nel 1936) fu acquisita e demolita.

Nel marzo 1965 la Port Authority incominciò ad acquistare le proprietà situate sul sito del World Trade Center. In seguito, l'Ajax Wrecking e la Lumber Corporation vennero designate per i lavori di demolizione, che ebbero inizio il 21 marzo 1965 e che avevano come obiettivo la preparazione del sito per la costruzione del complesso, eliminando tredici isolati di edifici bassi a Radio Row. La posa della prima pietra, con cui ebbe ufficialmente inizio la costruzione del World Trade Center, avvenne il 5 agosto 1966. Nel 1966 incominciò la costruzione della Torre Nord (WTC 1). Nel 1968 due gru incominciarono la costruzione della Torre Sud (WTC 2) e nel 1970 il WTC 1 era completo con i suoi 417,5 m. Intanto incominciò la costruzione del primo edificio minore, il WTC 5; nel 1972 furono completati anche la Torre Sud e il WTC 5.
Il sito del World Trade Center era situato in una discarica sanitaria con la base rocciosa 20 metri più in basso. Per costruire il WTC, fu necessario realizzare una "vasca da bagno" con una parete divisoria attorno al lato ovest del sito, per tenere fuori l'acqua del fiume Hudson. Il metodo di contenimento, selezionato da John M. Kyle, Jr., ingegnere capo dell'Autorità Portuale, includeva lo scavo di una trincea, che veniva poi riempita con una miscela pastosa di bentonite e acqua, che copriva i fori e manteneva fuori le acque sotterranee. Quando la trincea fu scavata, una scatola d'acciaio venne inserita nel sito e fu versato il calcestruzzo, costringendo la miscela ad uscire. Ci sono voluti 14 mesi per completare il diaframma, che era necessario per iniziare a scavare materiale dall'interno del sito. I 917.000 m³ di materiale di scavo furono utilizzati (insieme ad altro materiale di riempimento) per espandere la costa di Manhattan attraverso West Street, formando così Battery Park City.
A gennaio 1966, l'Autorità Portuale aggiudicò contratti per 74 milioni di dollari a vari fornitori di acciaio e Karl Koch fu assunto per erigere l'acciaio. Tishman Realty & Construction fu assunto nel febbraio 1966 per supervisionare la costruzione del progetto. I lavori di costruzione iniziarono con la Torre Nord ad agosto 1966; la costruzione della Torre Sud era già in corso a maggio 1968. L'originale Hudson Tubes, che trasportava i treni PATH per il terminal Hudson, rimasero in servizio come tunnel elevati durante il processo di costruzione, fino al 1971, quando fu aperta una nuova stazione PATH.
La cerimonia di completamento del WTC 1 (Torre Nord) ebbe luogo il 23 dicembre 1970, mentre la cerimonia del WTC 2 (Torre Sud) ebbe luogo in seguito, il 19 luglio 1972. I primi inquilini si trasferirono alla Torre Nord a dicembre 1970; la Torre Sud accettò gli inquilini ad agosto 1972. Quando le Torri Gemelle del World Trade Center furono completate, i costi totali per l'Autorità Portuale avevano raggiunto i $900 milioni di dollari, pari circa a 5,2 miliardi di euro del 2020. La cerimonia di apertura si tenne il 4 aprile 1973.

#### Critiche
I piani per costruire il World Trade Center erano controversi. Il sito del World Trade Center era dove si trovava Radio Row, sede di centinaia di aziende e inquilini industriali, proprietari di immobili, piccole imprese e circa 100 residenti, molti dei quali erano categoricamente resistenti alla delocalizzazione forzata. Un gruppo di piccole imprese interessate presentò un'ingiunzione che contestava il potere di espropriazione per pubblica utilità dell'Autorità Portuale. Il caso si fece strada attraverso il sistema giudiziario fino alla Corte suprema degli Stati Uniti, la quale rifiutò di accettarlo.
I promotori immobiliari privati e i membri del Consiglio immobiliare di New York, guidati da Lawrence A. Wien, proprietario dell'Empire State Building, espressero preoccupazione per la grande quantità di spazi per uffici "sovvenzionati" sul mercato aperto, competendo con il settore privato quando c'era già un eccesso di posti vacanti. Il World Trade Center stesso non fu completamente affittato fino al 1979. Altri si chiesero se l'Autorità Portuale dovesse davvero accettare un progetto descritto da alcuni come una "priorità sociale sbagliata".
Il disegno del World Trade Center suscitò critiche per la sua estetica da parte dell'American Institute of Architects e di altri gruppi. Lewis Mumford, autore di The City in History e altri libri sulla pianificazione urbana, criticò il progetto e lo descrisse insieme ad altri nuovi grattacieli come "schedari di vetro e metallo". Le strette finestre degli uffici delle Torri Gemelle, larghe solo 46 centimetri e incorniciate da pilastri che limitavano la vista su entrambi i lati a fessure strette, non erano di gradimento per molti. Anche l'attivista e sociologa Jane Jacobs criticò i piani per la costruzione del WTC, sostenendo che la costa avrebbe dovuto essere lasciata aperta per il divertimento dei newyorkesi.
Il superblocco del centro di commercio, in sostituzione del quartiere denso e più tradizionale, fu considerato da alcuni critici come un ambiente inospitale che interrompeva la complicata rete di traffico tipica di Manhattan. Ad esempio, nel suo libro Il Pentagono del potere, Lewis Mumford denunciò il centro come "un esempio di gigantismo senza scopo ed esibizionismo tecnologico che oggi massacra il tessuto vivente di ogni grande città".
Per molti anni, la vasta Austin J. Tobin Plaza (conosciuta anche come World Trade Center Plaza) fu spesso assediata da forti venti a livello del suolo. In effetti, alcune raffiche erano così forti che i pedoni dovevano essere aiutati dalle corde per camminare. Nel 1999 la piazza esterna venne riaperta dopo aver subito lavori di ristrutturazione per 12 milioni di dollari, tra cui la sostituzione di pavimentazioni in marmo con pietre di granito grigio e rosa, l'aggiunta di nuove panchine, vasi di fiori, nuovi ristoranti, chioschi alimentari e aree di ristoro all'aria aperta.

### Complesso

#### Torri Gemelle

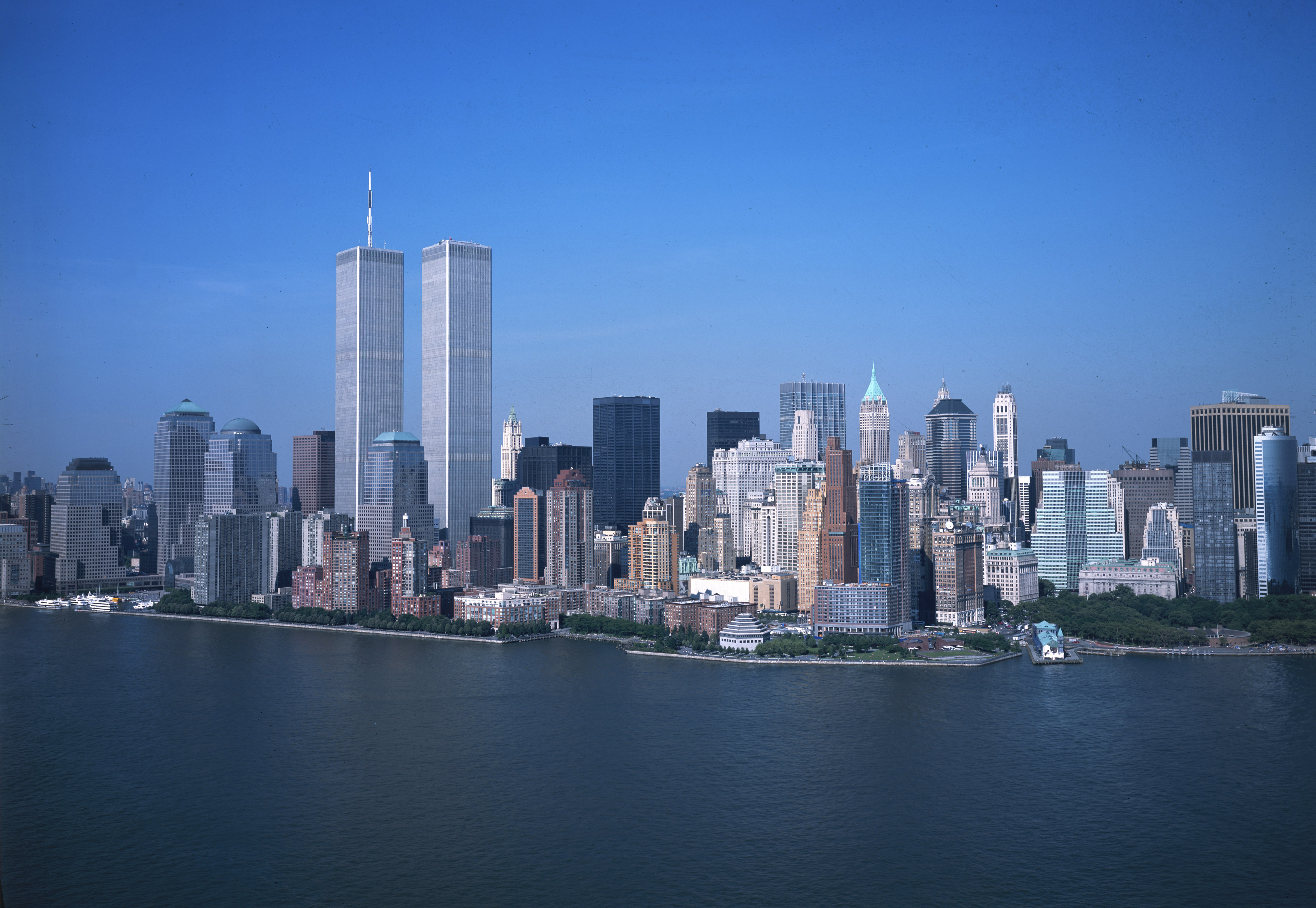
Le Torri Gemelle nell'agosto 2001, quando svettavano ancora sull'orizzonte di Manhattan un mese prima dell'attentato.

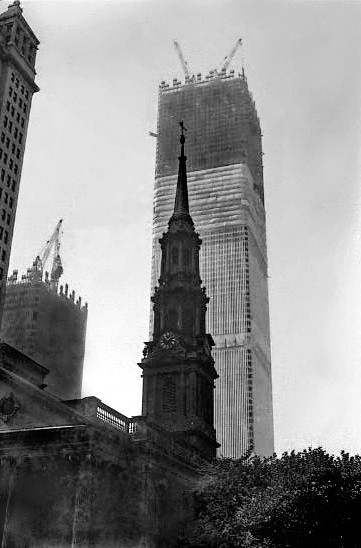
Il World Trade Center originale in costruzione, nel maggio 1970.

Piano del complesso WTC originale.

Negli anni '80, con la costruzione del WTC7, il World Trade Center aveva un totale di sette edifici, ma i più importanti erano le due torri principali. Ognuna si trovava ad un'altezza di 410 metri e occupava circa uno dei 16 acri (65.000 m²) del terreno occupato dal complesso. Durante una conferenza stampa nel 1973, un giornalista chiese a Yamasaki: "Perché due edifici di 110 piani? Perché non un edificio di 220 piani?». La sua risposta fu: "Non volevo perdere la scala umana".
Quando fu completato nel dicembre 1970, il One World Trade Center (la Torre Nord) divenne, per due anni e cinque mesi, il grattacielo più alto del mondo, superando l'Empire State Building, che aveva detenuto il titolo per circa 40 anni, e il secondo edificio più alto del mondo dopo la torre di Ostankino, situata a Mosca. La Torre Nord era alta 417 metri e presentava un'antenna per le telecomunicazioni che fu aggiunta al tetto nel 1978 ed era alta 110 metri. Con questa antenna, il punto più alto della Torre Nord raggiunse i 527 metri e il 110º piano dell'edificio fu occupato dal servizio pubblico di radio e televisione. Il World Trade Center 2 (la Torre Sud) divenne il secondo grattacielo più alto del mondo quando fu completato nel 1972. La piattaforma di osservazione situata sul tetto della Torre Sud era alta 415 metri e la piattaforma interna di osservazione della Torre Sud era alta 400 metri. Le torri del World Trade Center detennero il titolo di altezza solo per un breve periodo: la Willis Tower di Chicago, completata a maggio 1973, raggiungeva i 443 metri. Durante la propria esistenza, tuttavia, le torri del WTC avevano più piani (110) di qualsiasi altro edificio. Questo numero non è stato superato fino alla costruzione del Burj Khalifa a Dubai, inaugurato nel 2010.
Dei 110 piani, otto erano utilizzati per servizi tecnici ai piani tecnici di livello B5/B6 (piani 7/8, 41/42, 75/76 e 108/109), quattro aree a due piani equidistanti nell'edificio. Tutti i piani restanti erano ad uso per gli uffici a pianta aperta. Ogni piano delle torri aveva 3.700 m² di spazio da occupare. Ogni torre aveva 350.000 m² di spazio per uffici. Complessivamente, l'intero complesso di sette edifici aveva 1.040.000 m² di spazio.
Durante i primi anni, varie organizzazioni governative divennero inquilini chiave del World Trade Center, incluso lo Stato di New York. A partire dagli anni '80 lo stato finanziario della città è migliorato, dopo che un numero crescente di società private, principalmente società finanziarie associate a Wall Street, divennero inquilini. Durante gli anni '90, circa 500 compagnie avevano uffici nel complesso, tra cui molte società finanziarie come Morgan Stanley, Aon Corporation, Salomon Brothers e la stessa Autorità Portuale. La confluenza del seminterrato del World Trade Center includeva il World Trade Center Mall insieme a una stazione PATH. La Torre Nord divenne la sede centrale di Cantor Fitzgerald, così come la sede dell'Autorità Portuale di New York e New Jersey.
Il servizio elettrico per le torri era fornito da Consolidated Edison (ConEd) a 13.000 volt. Questo servizio passava attraverso il Centro di distribuzione primaria (PDP) del World Trade Center ed era inviato dal centro dell'edificio alle sottostazioni elettriche situate negli impianti tecnici. Le sottostazioni abbassavano la tensione primaria da 13.800 volt, a una tensione secondaria di 480/277 volt, e successivamente a 120/208 volt, che era la tensione del servizio di energia generale e dell'illuminazione. Il complesso disponeva anche di generatori di emergenza situati ai livelli inferiori delle torri e sul tetto del WTC 5.
Il 110º piano del One World Trade Center (Torre Nord) ospitava apparecchiature di trasmissione radiofonica e televisiva. Il tetto del WTC 1 conteneva una vasta gamma di antenne di trasmissione, incluso il palo dell'antenna centrale di circa 110 metri, ricostruito nel 1999 da Dielectric Inc. per poter funzionare sul DTV. Il palo centrale conteneva i segnali televisivi di quasi tutte le stazioni di New York: WCBS-TV 2, WNBC-TV 4, WNYW 5, WABC-TV 7, WPIX 11, WNET 13 Newark, WPXN-TV 31 e WNJU 47 Linden. Aveva anche quattro stazioni FM di New York: WPAT-FM 93.1, WNYC 93.9, WKCR 89.9 e WKTU 103.5. L'accesso al tetto era controllato dal WTC Operations Control Center (OCC), situato al livello B1 del WTC 2.

#### Piattaforma di osservazioneTop of the World

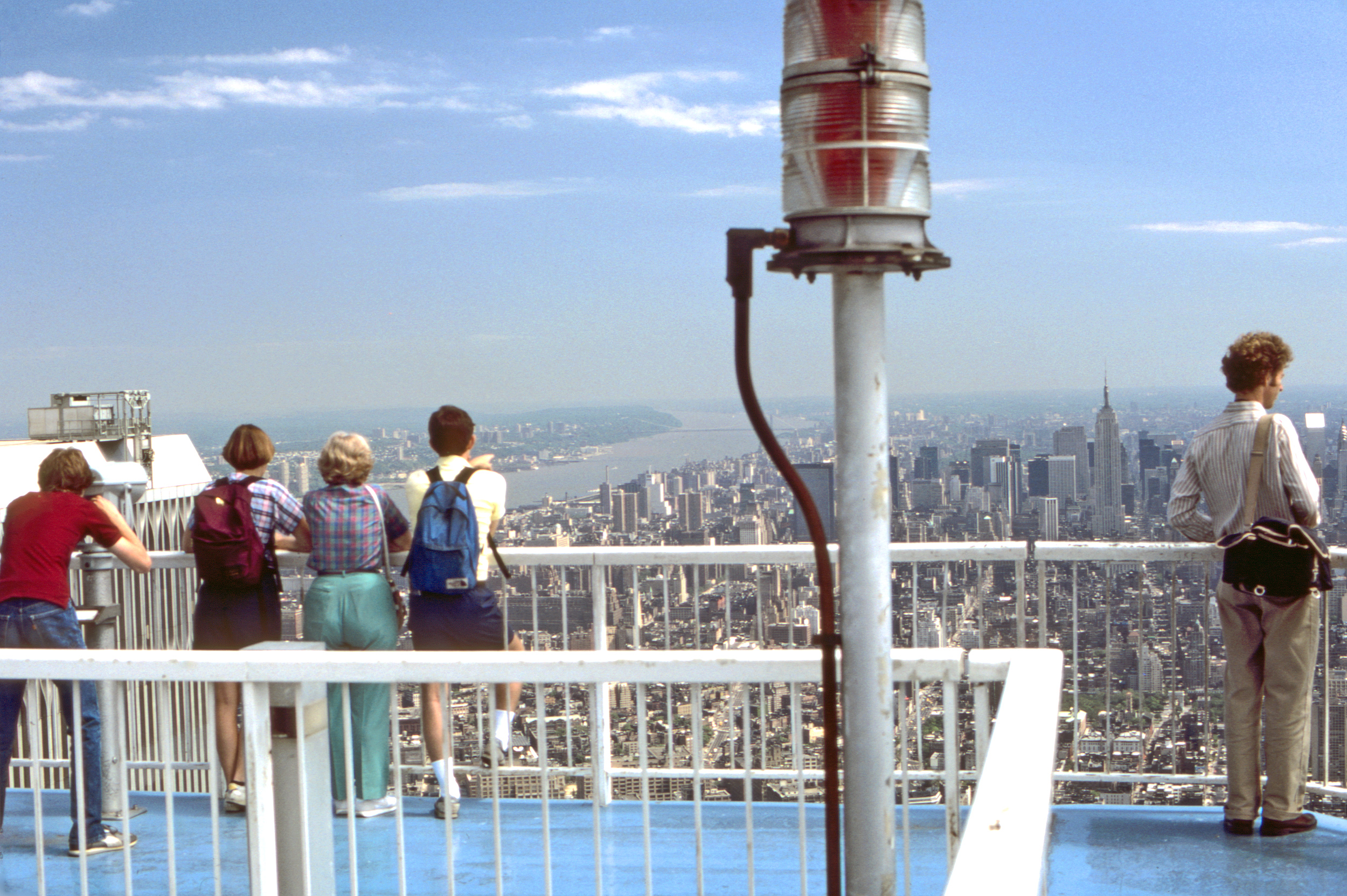
Il ponte di osservazione al WTC 2 riceveva una media di 80.000 visitatori al giorno.

Nonostante il fatto che la maggior parte dello spazio nel complesso del World Trade Center fosse fuori dalla portata del pubblico, la Torre Sud presentava un'area di osservazione pubblica interna ed esterna, nota come Centro di Osservatori del World Trade Center, sui suoi piani 107 e 110. I visitatori venivano trasferiti all'osservatorio al coperto al 107º piano, a un'altezza di 400 metri. Le colonne su entrambi i lati dell'edificio furono ridotte a questo livello per consentire 71 centimetri di vetro tra di esse. L'Autorità Portuale rinnovò l'osservatorio nel 1995, e in seguito lo affittò a Ogden Entertainment per il funzionamento. Le attrazioni aggiunte al ponte di osservazione includevano un volo simulato in elicottero attraverso la città. La sala da pranzo al 107º piano fu progettata con il tema di un vagone della metropolitana e presentava i famosi hot dog di Sbarro e Nathan. Se il clima lo consentiva, i visitatori potevano prendere due brevi percorsi per le scale dall'area di osservazione del piano 107 a una piattaforma di osservazione esterna al piano 110, ad un'altezza di 420 metri. In una giornata limpida, i visitatori potevano vedere a più di 80 chilometri di distanza. Una recinzione per prevenire il suicidio fu posta sul tetto stesso, posizionando il ponte di osservazione dietro e sopra di esso, richiedendo solo un corrimano e lasciando la vista libera, a differenza di ciò che accade sul ponte di osservazione dell'Empire State Building.

#### RistoranteWindows on the World
Al 107º piano della Torre Nord si trovava il ristorante Windows on the World ("finestre sul mondo"), noto per lo slogan "il ristorante più alto del mondo", che si affacciava verso l'Empire State Building. Aperto nell'aprile 1976, fu sviluppato da Joe Baum ad un costo di oltre $17 milioni. Oltre al ristorante principale, due derivazioni si trovavano in cima alla Torre Nord: Hors d'Oeuvrerie (offriva un buffet danese durante il giorno e sushi di notte) e Cellar in the Sky (una piccola enoteca). Windows on the World aveva anche un programma di scuola del vino diretto da Kevin Zraly. Windows on the World fu chiuso dopo l'attentato del 1993. Dopo la riapertura, nel 1996, Hors d'Oeuvrerie e Cellar in the Sky furono sostituiti dal Greatest Bar on Earth e Wild Blue. Nel 2000, il suo ultimo anno di attività, Windows on the World registrò guadagni per $37 milioni, diventando il ristorante con il maggior incasso negli Stati Uniti. Lo Skydive Restaurant, aperto nel 1976 al 44º piano della North Tower, era gestito anch'esso dal ristorante Windows on the World, ma serviva solo il pranzo.

### Gli altri edifici
Oltre alle due Torri Gemelle, il complesso del World Trade Center comprendeva anche altri 5 edifici minori:
- l'Hotel, identificato anche come WTC 3 era situato nella parte Sud-ovest del complesso, esattamente tra le due Torri Gemelle. Completato ed inaugurato nel 1981 e rilevato dalla Marriott nel 1995, si sviluppava per 22 piani con 825 camere.
- L'edificio WTC 4, composto da 9 piani e completato nel 1975, era situato nell'angolo Sud-orientale. In questo edificio avevano sede alcune compagnie governative.
- L'edificio WTC 5, completato insieme alle due Torri Gemelle nel 1972, aveva 9 piani ed era situato a nord-est del complesso. Era la sede del servizio doganale US Commodities Exchange ed era stato costruito sopra la stazione "World Trade Center" della metropolitana.
- L'edificio WTC 6, anch'esso di 9 piani e completato nel 1973, era la sede di alcune banche (tra le quali Deutsche Bank), della U.S. Customs House, e ospitava l'Ufficio degli Stati Uniti per la protezione doganale e delle frontiere e la Borsa degli Stati Uniti.
- L'ultimo edificio, il WTC 7, era un grattacielo di 47 piani che occupava il settore Nord del complesso solo dal 1987. Era alto 186 metri e il suo colore rosso granito lo diversificava dagli edifici circostanti. All'interno vi era il NYC Office of Emergency Management, centro emergenze della città di New York, voluto nel 1993 dall'ex sindaco della città Rudolph Giuliani.
- Nei sotterranei era presente anche un vasto centro commerciale, il World Trade Center Mall, che a sua volta aveva collegamenti con numerosi servizi di trasporto principali, tra cui il sistema della metropolitana di New York e i treni PATH dell'Autorità Portuale, che collegavano Manhattan a Jersey City, Hoboken e Newark.

Questi edifici erano tutti collegati attraverso passaggi sopraelevati o sotterranei. Alcuni di questi passaggi mettevano in comunicazione il World Trade Center con i grattacieli del vicino complesso World Financial Center.
Sotto il World Trade Center vi era uno dei più grandi depositi d'oro al mondo, appartenente a un gruppo di banche commerciali. La bomba del 1993 esplose vicino al caveau che lo conteneva. Sette settimane dopo gli attentati dell'11 settembre, metalli preziosi dal valore di 230 milioni di dollari, furono rimossi dalle cantine del WTC 4, di cui 3.800 lingotti d'oro da 100 oz t e 30.000 lingotti d'argento da 1.000 oz t.

### Modifiche successive

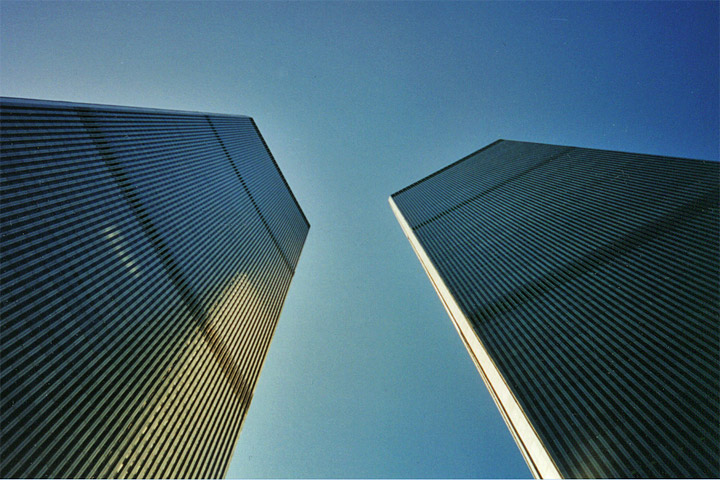
Le Torri Gemelle dell'originale World Trade Center, nel 1995.

Negli anni successivi al completamento delle Torri Gemelle, vennero apportate una serie di modifiche strutturali per soddisfare le esigenze degli inquilini. Queste modifiche, che dovevano essere effettuate in conformità con il Tenant Alteration Review Manual della Port Authority e approvate dalla Port Authority stessa, includevano, per esempio, la realizzazione di nuove scale per collegare i vari piani occupati dagli stessi inquilini, ma anche il rinforzo delle travi d'acciaio nel nucleo per consentire carichi maggiori.
Alcune riparazioni vennero effettuate, invece, sui livelli più bassi della Torre Nord dopo l'attentato del febbraio 1993. I danni più gravi vennero riscontrati nei livelli B1, B2 e, in parte minore, anche nel livello B3; le colonne strutturali primarie non vennero danneggiate, ma le strutture secondarie subirono alcuni danni. I pavimenti che erano stati distrutti dovevano anch'essi essere riparati; infatti, i diaframmi erano in pericolo di crollo, poiché i vari solai non fornivano più supporto contro le acque del fiume Hudson che premevano contro di essi dalla parte opposta. L'impianto di refrigerazione, situato nel livello B5, venne pesantemente danneggiato e sostituito con un impianto temporaneo per l'estate di quell'anno; anche l'impianto di allarme incendio doveva essere completamente sostituito; ci vollero diversi anni per completare la sostituzione, infatti, alcuni lavori erano ancora in corso nel settembre 2001.

## Vita ed eventi nel World Trade Center

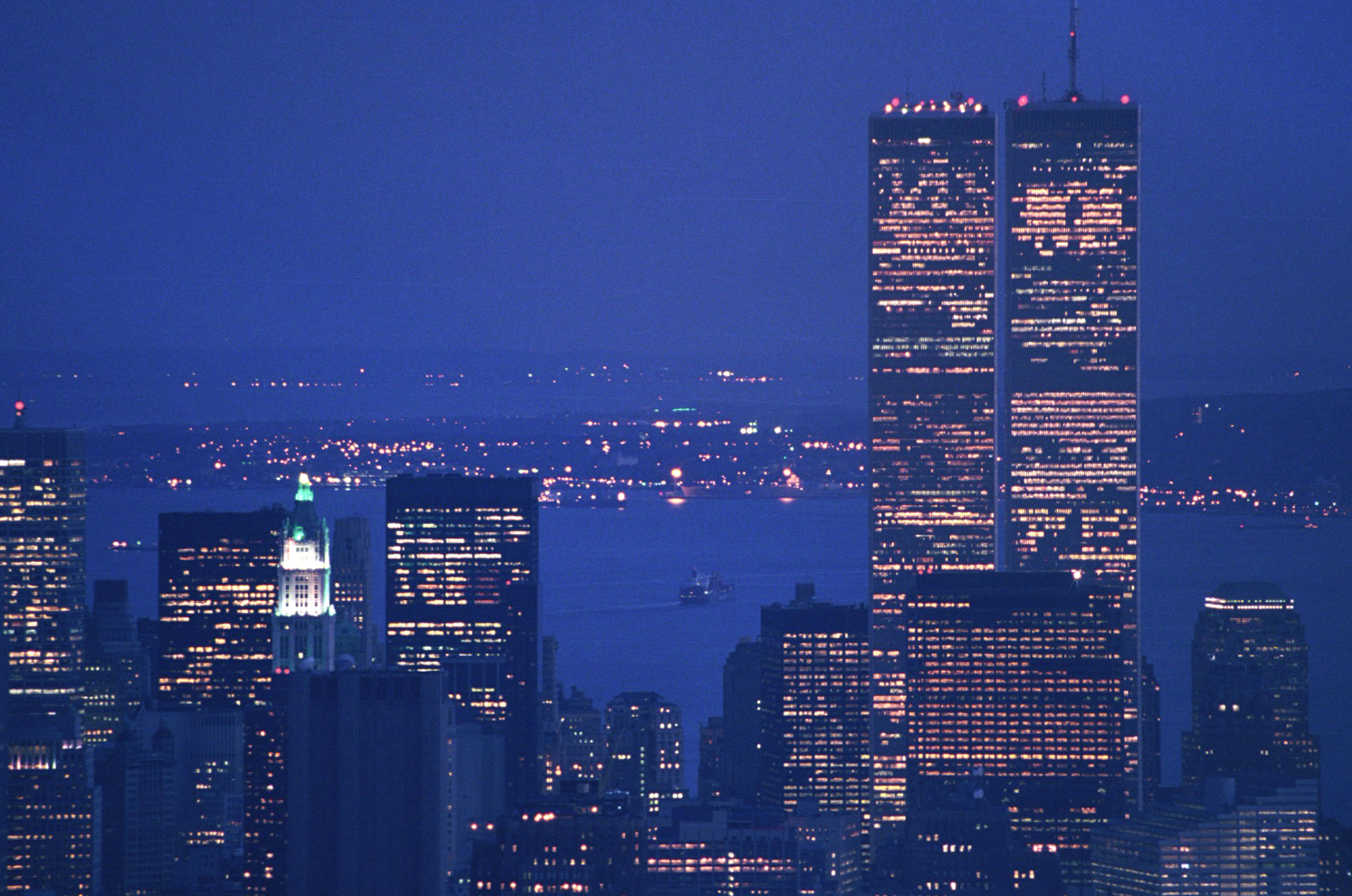
Le Torri Gemelle del WTC originale viste di notte dall'Empire State Building a maggio 2001.

In un ordinario giorno feriale al WTC erano presenti, nelle due torri e nei cinque edifici minori, più di 50 000 lavoratori, cui si deve aggiungere il contingente giornaliero dei più di 200 000 visitatori settimanali. Il complesso era così grande da avere un proprio codice postale: 10048. Le torri offrivano una magnifica vista dagli osservatori del Top of the World Trade Center, in cima alla Torre Sud, e dal ristorante Windows on the World, in cima alla Torre Nord. Le Torri Gemelle divennero note in tutto il mondo, apparendo in numerose cartoline e altri media di marketing, e iniziarono ad essere viste come un'icona di New York, allo stesso livello dell'Empire State Building, il Chrysler Building o la Statua della Libertà.
Nel film Herbie il Maggiolino sempre più matto si mostra un progetto edilizio da realizzare simile alle due torri gemelle del World Trade Center.
Le Torri Gemelle furono scelte per l'ambientazione di numerosi film, tra cui I tre giorni del Condor, King Kong, 1997: Fuga da New York, The Walk, Una poltrona per due, Mamma, ho riperso l'aereo: mi sono smarrito a New York e Spider-Man. Di quest'ultimo film fu lanciato il primo trailer prima dell'11 settembre 2001, dove si vedevano dei criminali in elicottero intrappolati dalla ragnatela di Spider-Man proprio in mezzo alle Torri Gemelle. Poiché il film venne ultimato dopo gli attentati e la distribuzione avvenne l'estate dell'anno successivo, il teaser trailer fu ritirato e la scena in questione venne rimossa dal film. Le Torri Gemelle appaiono però come sfondi anche in diversi prodotti cinematografici realizzati dopo gli attentati grazie a immagini d'archivio o più comunemente come realistiche ricostruzioni digitali o comunque perché il film era girato prima del settembre 2001. Si ricordano Glitter, Vanilla Sky, Men in Black, Natale con i Muppet, Gangs of New York, Miracle, Rent, United 93, World Trade Center, Watchmen, la serie televisiva fantascientifica Fringe, Remeber Me e X-Men - Apocalisse. Nel 2014 fu distribuito negli USA 9/10: The Final Hours.
La trama dell'episodio pilota di The Lone Gunmen (uno spin-off di X-Files), trasmessa nel marzo 2001 (sei mesi prima degli attentati), è incentrata su un aereo che sarebbe dovuto scontrarsi con il World Trade Center di New York. In esso viene descritta una fazione segreta all'interno del governo degli Stati Uniti che complotta per dirottare a distanza un Boeing 727 in modo che si schianti contro il World Trade Center. Il movente dell'atto, definito "auto-attentato", è quello di aumentare il bilancio militare del Dipartimento della Difesa, accusando paesi stranieri di essere i mandanti dell'attentato. L'attacco viene sventato dai protagonisti che, a bordo dell'aereo, disattivano il pilota automatico pochi secondi prima che l'aereo raggiunga l'obiettivo.
Il World Trade Center apparve anche in innumerevoli videoclip musicali, anche solo per brevi istanti, come in quelli di Crosstown Traffic della Jimi Hendrix Experience, di Papa Don't Preach di Madonna, di Cruel Summer delle Bananarama e di Paradise City dei Guns N' Roses. Il World Trade Center compare in particolare nel video promozionale di Enjoy the Silence dei Depeche Mode, del 1990, e in quello di Rollin' (Air Raid Vehicle) dei Limp Bizkit; entrambi i gruppi suonarono sulla cima della Torre Sud. Il 7 settembre 2001 venne girato il videoclip di "New York, New York" di Ryan Adams e pubblicato nel novembre dello stesso anno. Adams suona vicino al ponte di Brooklyn con le Torri Gemelle e il resto di Lower Manhattan alle spalle sullo sfondo.

## Attentati ed eventi straordinari

### Camminata tra le due torri del 7 agosto 1974
Il 7 agosto 1974, Philippe Petit, funambolo francese, compì un'impresa, camminando sospeso per circa 45 minuti su un cavo d'acciaio tra le due torri del complesso, ad un'altezza di circa 420 metri, per ben otto volte avanti ed indietro. Egli fu successivamente arrestato dalla polizia e poi rilasciato. Da questo evento sono stati tratti il documentario Man on Wire - Un uomo tra le Torri (2008) di James Marsh e il film The Walk di Robert Zemeckis (2015).

### Attentato dinamitardo del 26 febbraio 1993

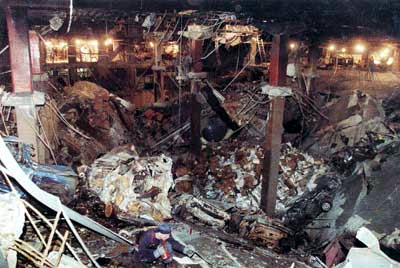
Danni al parcheggio dopo l'attacco del 1993.

In questa data, alle 12:17, il World Trade Center fu danneggiato gravemente alle fondamenta dall'esplosione di un furgone imbottito di circa 680 kg (1500 libbre) di esplosivo, parcheggiato da Ramzi Yusuf, nel parcheggio sotterraneo della Torre Nord. L'esplosione aprì un buco di 30 metri attraverso cinque livelli secondari, e il danno maggiore si verificò ai livelli B1 e B2 e un notevole danno strutturale al livello B3. L'esplosione provocò sei vittime e il ferimento di altre 1042 persone. Circa 50.000 lavoratori e visitatori ebbero problemi respiratori. Molte persone all'interno della Torre Nord furono costrette a scendere al buio per scale prive di illuminazione di emergenza, alcune impiegando più di due ore per mettersi in salvo. Gli edifici interessati furono le Torri Gemelle e il Marriott World Trade Center (WTC 3). Tutti gli edifici circostanti furono comunque evacuati e tra il 1998 e il 1999 venne smantellata la cellula terroristica che aveva pianificato e attuato l'attacco.
In seguito all'attentato, Yusuf fuggì in Pakistan, ma venne detenuto a Islamabad a febbraio 1995 ed estradato negli Stati Uniti per processo. Lo sceicco Omar Abdel Rahman è stato condannato nel 1996 per aver partecipato all'attacco e ad altri complotti. Yusuf e Eyad Ismoil furono condannati nel novembre 1997 per aver eseguito l'attentato. Altre quattro persone furono condannate a maggio 1994 per complicità. Secondo un giudice della Corte Suprema, l'obiettivo principale dell'attacco era destabilizzare la Torre Nord e farla cadere sulla Torre Sud, abbattendole entrambe.

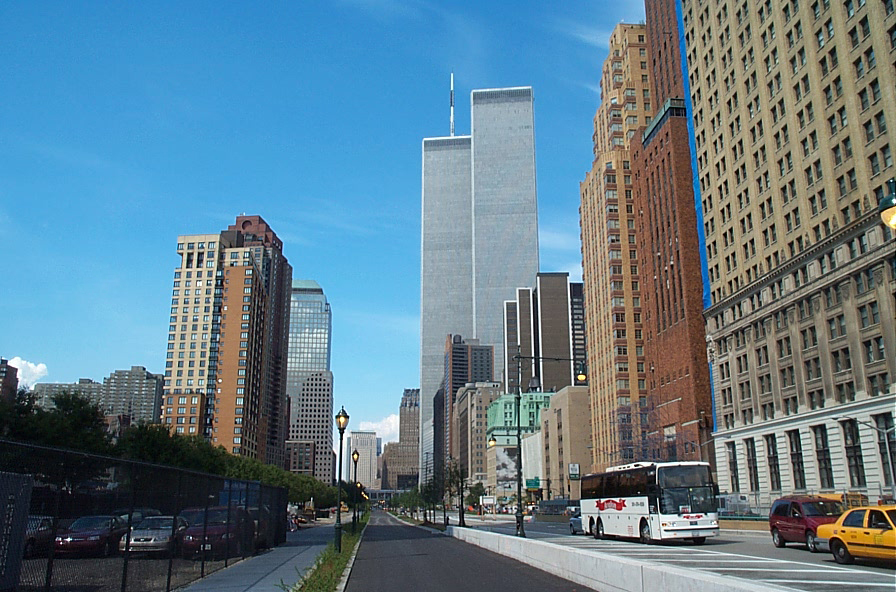
Il WTC originale visto dall'autostrada lato ovest recentemente completata nel luglio 2001.

I pavimenti interessati dall'attacco dovettero essere riparati per ripristinare il supporto strutturale fornito alle colonne. Il diaframma era in pericolo dopo l'attentato e perse le lastre del pavimento che fornivano supporto laterale contro la pressione esercitata dalla parte opposta delle acque del fiume Hudson. L'impianto di refrigerazione al livello 5 inferiore, che forniva il servizio di aria condizionata all'intero complesso del World Trade Center, fu gravemente danneggiato. Dopo l'attacco, l'Autorità Portuale installò segni fotoluminescenti sulle scale. Il sistema di allarme antincendio dell'intero complesso dovette essere sostituito a seguito della distruzione di una parte significativa del cablaggio e della segnalazione del sistema originale. Come monumento alle vittime dell'attacco alla torre, fu installato uno specchio d'acqua con i nomi di coloro che morirono nell'esplosione. Tuttavia, il monumento venne distrutto negli attentati dell'11 settembre 2001. I nomi delle vittime dell'attacco del 1993 sono stati inclusi nel National September 11 Memorial & Museum.

### Furto del 14 gennaio 1998
A gennaio 1998, Ralph Guarino, un membro della mafia che aveva ottenuto l'accesso per la manutenzione al World Trade Center, formò una banda di tre uomini per rubare più di $2 milioni, che venivano trasferiti da un camion dell'azienda Brinks all'11º piano del WTC 1 (Torre Nord).

### Attentati dell'11 settembre 2001

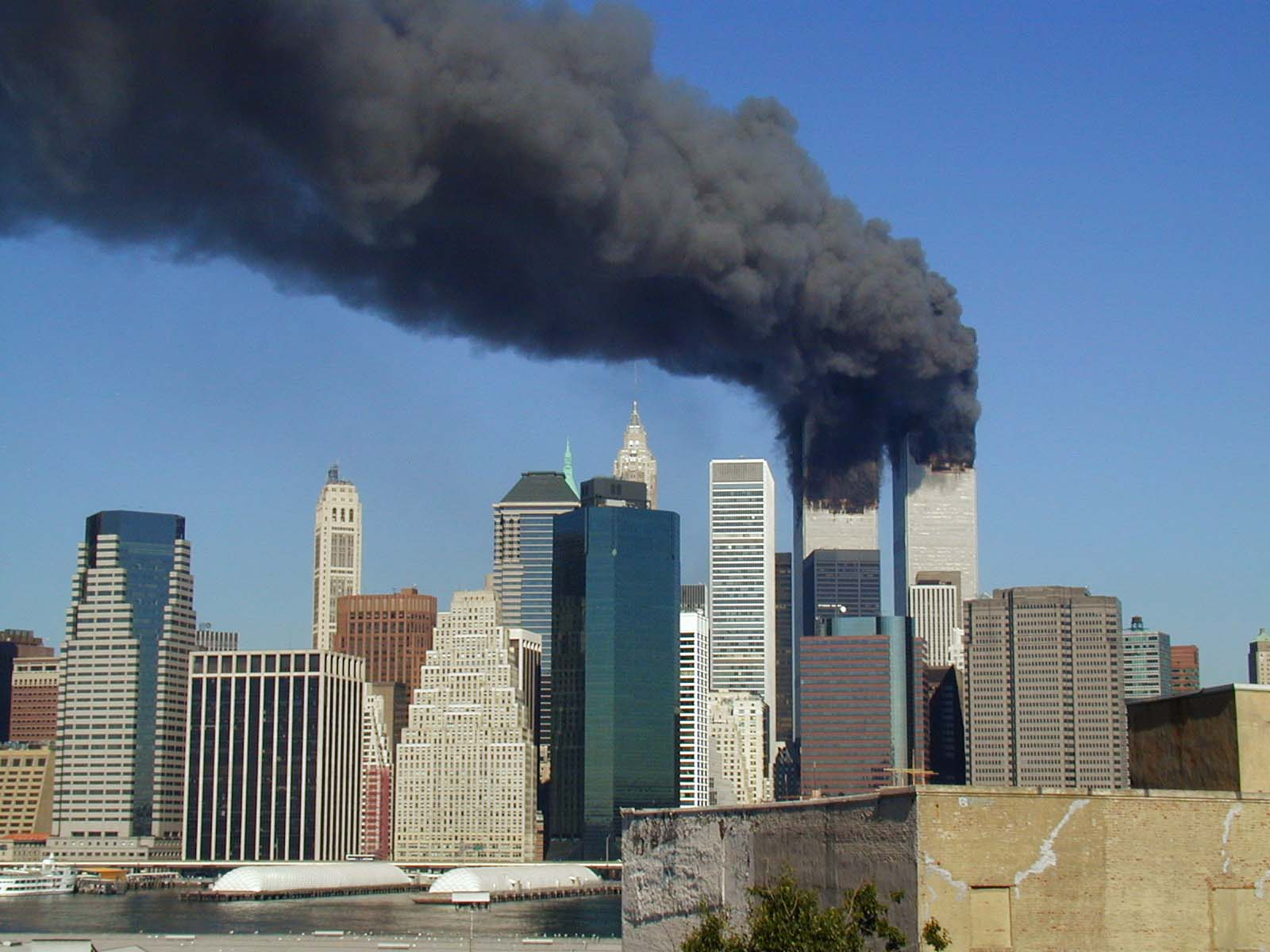
Le due torri dopo l'impatto con gli aerei dirottati da Al-Qaeda

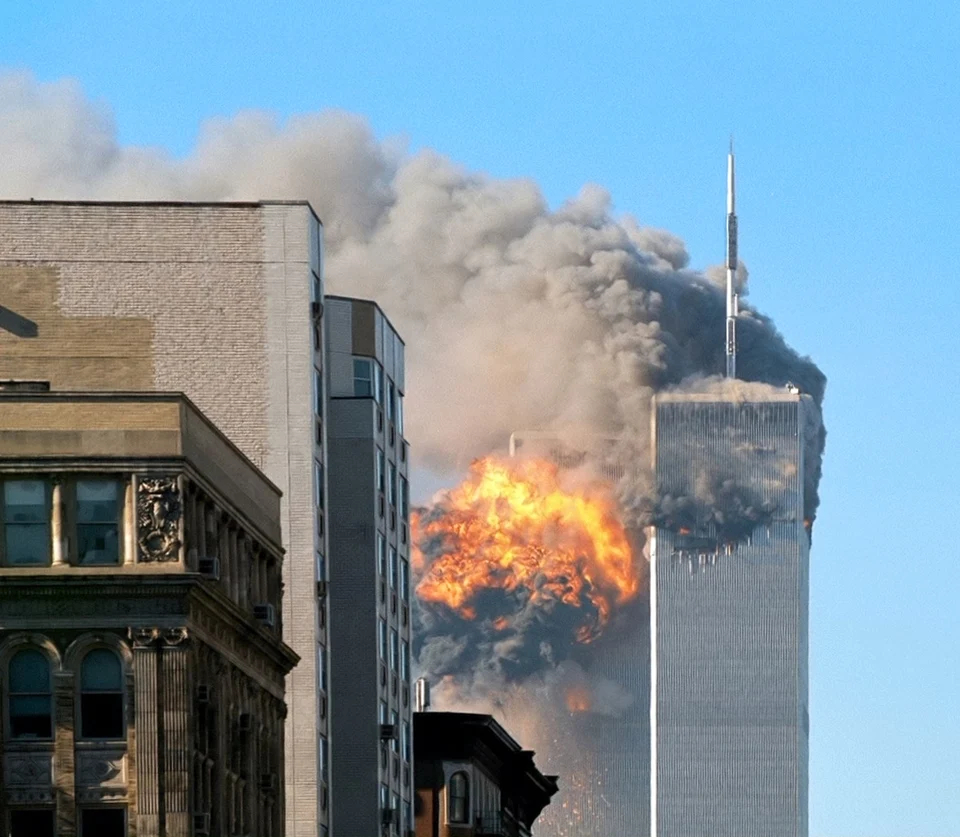
Una palla di fuoco si alza immediatamente dopo che il volo 175 della United Airlines colpisce la Torre Sud

La mattina dell'11 settembre 2001, un gruppo terrorista islamico dirottò il Volo 11 dell'American Airlines, facendo schiantare l'aereo sulla facciata nord della Torre Nord alle 8:46. L'aereo colpì la torre tra il 93º e il 99º piano. Diciassette minuti dopo, alle 9:03, un secondo aereo dirottato, il volo 175, si schiantò contro la facciata sud della Torre Sud, tra il 77º e l'85º piano. Il danno causato alla Torre Nord dal volo 11 distrusse qualsiasi mezzo di fuga al di sopra della zona d'impatto, intrappolando 1.344 persone. Il volo 175 ebbe un impatto molto più decentrato rispetto al volo 11, e una sola tromba delle scale rimase intatta; tuttavia, solo poche persone riuscirono a superarlo con successo prima che la torre crollasse. Anche se la Torre Sud fu colpita più in basso della Torre Nord, bloccando così più piani, un numero inferiore, meno di 700, furono uccisi istantaneamente o intrappolati.
Alle 9:59, la Torre Sud crollò dopo aver bruciato per circa 56 minuti. L'incendio causò il cedimento degli elementi strutturali in acciaio, già indeboliti dall'impatto aereo. La Torre Nord crollò alle 10:28, dopo aver bruciato per circa 102 minuti.

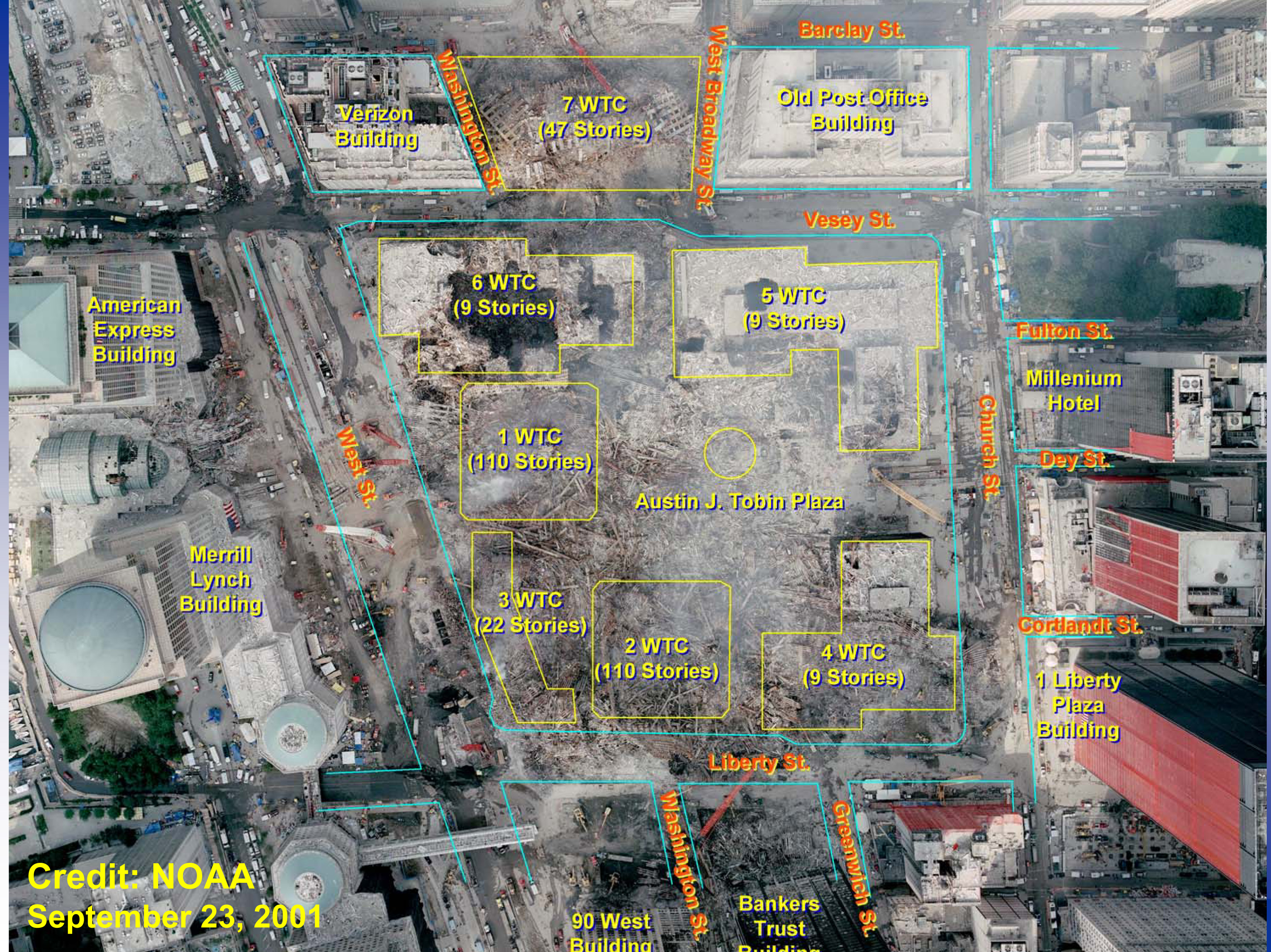
World Trade Center il 23 settembre 2001 dodici giorni dopo gli attacchi, un'immagine di Ground Zero

Il Marriott World Trade Center, un hotel, fu distrutto durante il crollo delle due torri. I tre edifici rimanenti nella piazza del WTC furono gravemente danneggiati dai detriti e successivamente vennero demoliti. Il processo di pulizia e recupero nella zona del World Trade Center richiese otto mesi. L'edificio appartenente alla Deutsche Bank attraverso Liberty Street dal complesso del World Trade Center fu poi condannato a causa delle inabitabili condizioni di tossicità all'interno; venne demolito, con lavori completati all'inizio del 2011. Anche la Fiterman Hall della Manhattan Township University Community, situata a 30 West Broadway, fu demolita e ricostruita, a causa dei gravi danni subiti negli attacchi.
Subito dopo gli attacchi, i resoconti dei media suggerirono che decine di migliaia di persone avrebbero potuto essere state uccise negli attacchi, poiché oltre 50.000 persone sarebbero potute essere all'interno del World Trade Center, anche se National Institute of Standards and Technology (NIST) ha stimato che circa 1700 occupanti erano nelle torri al momento degli attacchi.
Alla fine si registrarono 2.753 certificati di morte (esclusi quelli per dirottatori) relativi agli attacchi dell'11 settembre a New York City, di cui una presentata per Felicia Dunn-Jones, che fu aggiunta al bilancio ufficiale delle vittime nel maggio 2007; Dunn-Jones morì cinque mesi dopo da una condizione polmonare legata all'esposizione alla polvere durante il crollo del World Trade Center. Altre tre vittime furono aggiunte al casellario giudiziario ufficiale dall'ufficio del medico legale della città: Dr. Sneha Anne Philip, che fu vista l'ultima volta il giorno prima degli attacchi; Leon Heyward, un uomo che ha sviluppato il linfoma e successivamente è morto nel 2008 a causa dell'ingestione di polveri durante gli eventi successivi agli attacchi alle Torri Gemelle; e Jerry Borg, morto nel dicembre 2010 di sarcoidosi polmonare determinato nel giugno 2011 come risultato della polvere degli attacchi. 2.192 civili morirono nel e intorno al World Trade Center, inclusi 658 dipendenti di Cantor Fitzgerald LP (una banca d'investimento sul 101º-105º piano del One World Trade Center), mentre Marsh & McLennan Companies, situata immediatamente sotto Cantor Fitzgerald, ai piani 91-101 (il sito di impatto del volo 11), persero 295 dipendenti e morirono 175 dipendenti di Aon Corporation. Oltre alle morti civili, 343 vigili del fuoco di New York (FDNY) rimasero uccisi negli attacchi, così come 71 membri forze dell'ordine, inclusi 37 membri del Dipartimento di Polizia dell'Autorità Portuale (PAPD) e 23 membri del New York City Police Department (NYPD). Dieci anni dopo gli attacchi, sono stati identificati i resti di solo 1.629 vittime. Di tutte le persone che erano ancora nelle torri quando sono crollate, solo 20 vennero estratte vive. Will Jimeno e il sergente John McLoughlin, agenti di polizia dell'Autorità Portuale, erano i sopravvissuti 18 e 19. L'ultima persona tra coloro che sopravvissero al crollo fu trovata dopo 27 ore di lavori di salvataggio. Successivamente, un numero sconosciuto di persone che sarebbero potute sopravvivere al collasso, come i 20 che potevano essere salvati, persero la vita nel corso delle ore successive.

## Bandiere statunitensi del WTC
Durante le attività di pulizia, furono recuperate un piccolo numero di bandiere statunitensi che, durante gli attacchi, volarono vicino al World Trade Center. Una fu trovata da Gerald Kane, sergente del Dipartimento di polizia di New York, e dall'investigatore Peter Friscia, alle 5:30 del 12 settembre 2001. Durante la collaborazione con le squadre di soccorso di "Ground zero", notarono che la grande bandiera statunitense che una volta ondeggiava davanti al WTC su Church Street si era stata staccata dall'asta della bandiera durante il crollo degli edifici e era rimasta appesa a testa in giù ad un palo di illuminazione pubblica, a diversi isolati di distanza. I due uomini reclutarono diversi soldati e vigili del fuoco della zona, che portarono una scala che raggiunse la cima al palo. L'investigatore Friscia salì i gradini della scala fino in cima, recuperò la bandiera, la raccolse e la calò sulla strada. In seguito, Kerik consegnò la bandiera ai funzionari della NASA, che la trasportarono sulla navetta spaziale Space Shuttle Endeavour (STS-108), come parte della loro missione dal 5 al 17 dicembre 2001 alla Stazione spaziale internazionale. Il 14 gennaio 2002, Giorno della Bandiera, quella bandiera statunitense fu restituita ai residenti di New York da Sean O'Keefe della NASA, dal comandante Dom Gorie e dai membri dell'equipaggio dell'Endeavour, durante una cerimonia al Rose Center dell'American Museum of Natural History. La bandiera è assicurata e mantenuta dal Commissario dei record della città di New York e fa parte della cerimonia annuale dell'11 settembre a Ground Zero.

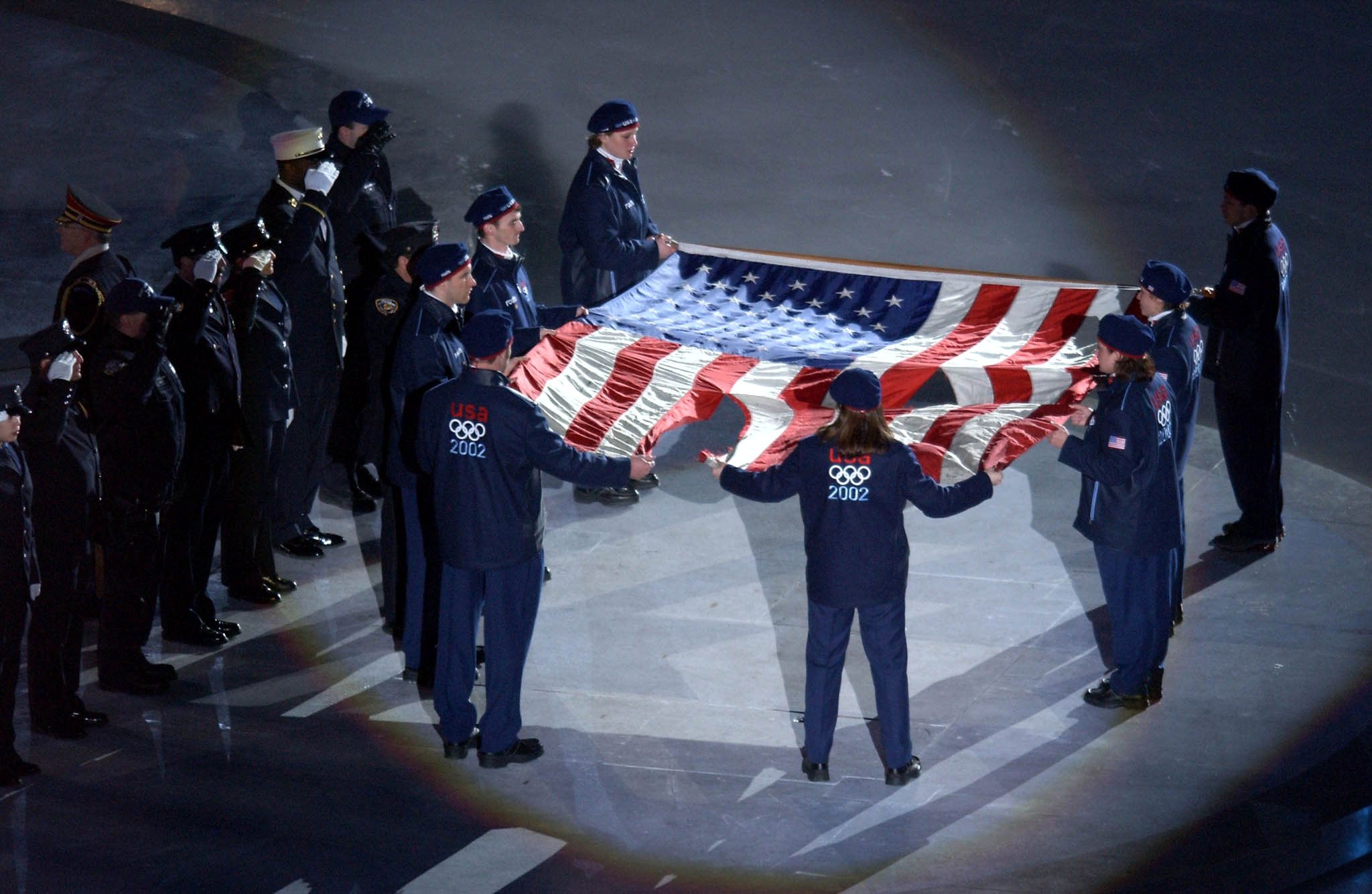
La bandiera americana del World Trade Center durante la cerimonia di apertura dei XIX Giochi olimpici invernali del 2002 a Salt Lake City.

Un'altra bandiera, che originariamente volava sopra una delle torri, fu recuperata tre giorni dopo gli attentati e, a causa delle sue cattive condizioni, fu consegnata alla National Guard of the United States per la distruzione cerimoniale. In seguito, la Guardia Nazionale scoprì, grazie a un'etichetta, che la bandiera apparteneva all'Autorità Portuale e, invece di rimuoverla, la restituì. In seguito fu usata durante la cerimonia del tributo per alcuni dei primi soccorritori, e la si fece ondeggiare durante le World Series 2001 e il Super Bowl XXXVI. La bandiera fu anche usata, in maniera controversa, alla cerimonia di apertura dei XIX Giochi olimpici invernali del 2002, tenutosi a Salt Lake City. Inizialmente, il Comitato Olimpico Internazionale rifiutò di consentire l'uso della bandiera nella cerimonia, temendo che sarebbe stata vista come troppo filo-americana, estremamente patriottica e che avrebbe creato complicazioni durante le cerimonie future. Ma infine si raggiunse un accordo tra gli organizzatori dell'evento e il CIO, che ha permesso di portare la bandiera allo Stadio Olimpico Rice-Eccles sia dagli atleti americani che dai soccorritori dell'11 settembre. La bandiera fu trasportata allo stadio in silenzio, dopo di che i portatori di bandiera si fermarono davanti al Coro del Tabernacolo Mormone, permettendo loro di cantare The Star-Spangled Banner, mentre un'altra bandiera americana era issata.
Diverse bandiere di altri paesi furono recuperate dal sito del World Trade Center. Una bandiera della Nuova Zelanda fu presentata all'allora Primo ministro del paese, Helen Clark, dai rappresentanti dei vigili del fuoco di New York. Due delle vittime erano neozelandesi. I conservatori montarono e incorniciarono la bandiera, che ora è appesa alla scala principale del Parlamento, l'edificio principale del complesso parlamentare della Nuova Zelanda. Anche una bandiera del Regno Unito, fu recuperata ed è attualmente ospitata presso l'Imperial War Museum North a Manchester, in Inghilterra. Il Regno Unito soffrì il maggior numero di vittime dopo gli Stati Uniti, con 60-70 britannici uccisi durante gli attacchi.

## Ricostruzione

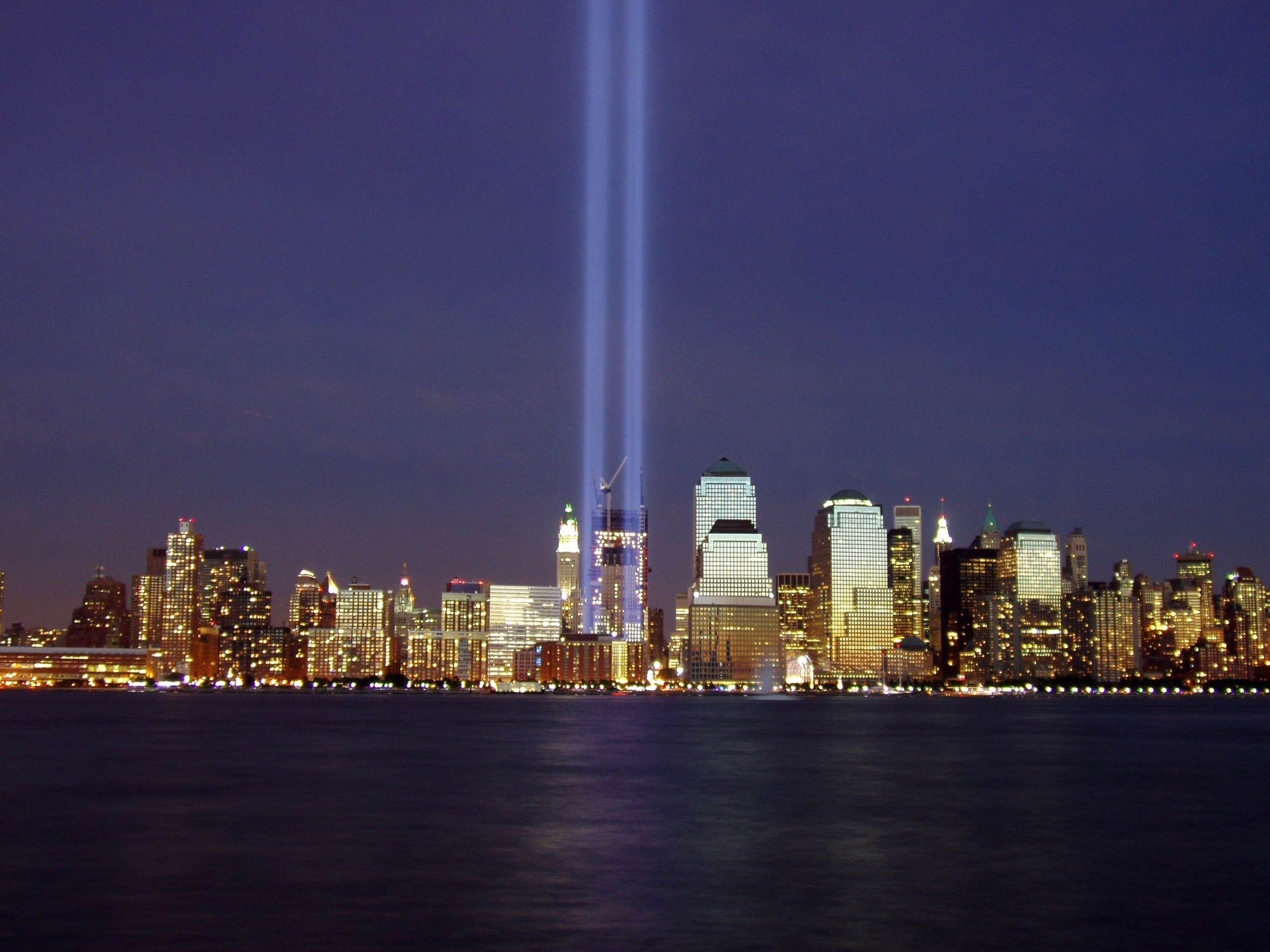
Il "Patriot Day" del 2004.

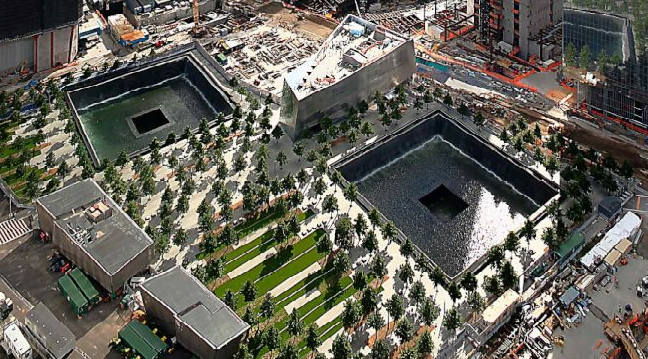
Veduta aerea delle due fontane commemorative del National September 11 Memorial & Museum, situate al posto delle fondamenta delle Torri Gemelle.

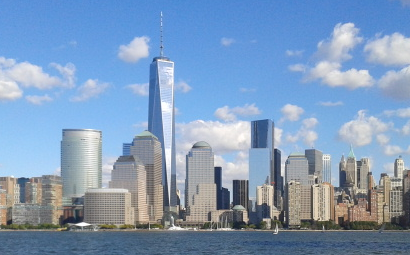
Vista di Lower Manhattan da Jersey City nel 2013. Sono mostrati il One World Trade Center (a sinistra) e il Four World Trade Center (a destra).

Immediatamente dopo la distruzione del complesso originale, iniziò il dibattito sulla costruzione di un nuovo complesso per sostituirlo. A novembre 2001, il governatore Pataki creò la Lower Manhattan Development Corporation (LMDC), una commissione ufficiale per la supervisione del processo di ricostruzione. In un comunicato stampa dell'agosto 2002, la LMDC annunciò che si sarebbe tenuto un concorso di progettazione per il piano generale per il nuovo World Trade Center. Il 27 febbraio 2003, lo Studio Daniel Libeskind dell'architetto polacco-americano omonimo venne dichiarato vincitore del concorso e quindi la ricostruzione del World Trade Center è stata affidata al suo Master Plan for the New World Trade Center. Sebbene Libeskind abbia progettato il piano generale del complesso, gli edifici sono stati progettati da diversi architetti.
La proposta originale di Libeskind, intitolata Memory Foundations, fu ampiamente rivista in collaborazione con Silverstein e Skidmore, Owings and Merrill, lo studio di architettura assunto da Silverstein. Sebbene non tutte le idee di Libeskind siano state mantenute nel progetto finale, rafforzò la sua idea che le impronte delle Torri Gemelle sarebbero dovute diventare un memoriale e non essere utilizzate per scopi commerciali grazie al supporto ottenuto dal pubblico. Nella progettazione del nuovo World Trade Center c'erano numerose parti interessate, tra cui Silverstein e l'Autorità Portuale. Inoltre, le famiglie delle vittime, i residenti dei quartieri circostanti e altri gruppi volevano partecipare alle decisioni. I negoziati sul progetto definitivo del complesso sono durati per diversi anni e sono stati considerati l'operazione immobiliare più complessa della storia a causa della complessità delle questioni da affrontare, dei numerosi gruppi di interesse coinvolti e della difficoltà di raggiungere un consenso.
Dopo anni di ritardi e polemiche, la ricostruzione del World Trade Center è iniziata a marzo 2006. L'edificio principale del New World Trade Center è il One World Trade Center, un edificio di 541 metri (cioè 1776 piedi, un riferimento simbolico alla data della rivoluzione americana e della dichiarazione di indipendenza degli Stati Uniti), ragione per cui il grattacielo è conosciuto non ufficialmente come Freedom Tower. A novembre 2013 è stato inaugurato il Four World Trade Center, mentre il 3 novembre 2014 è stato inaugurato il One World Trade Center. Nel 2018 è stato inaugurato il 3 World Trade Center, nel 2020 il Performing Arts Center e nel 2021 il Two World Trade Center e il Five World Trade Center. Indipendentemente dal Master Plan e da Libeskind, si è ricostruito il Seven World Trade Center, completato e aperto nel 2006, sebbene il nuovo edificio, architettonicamente, non abbia molto a che vedere con l'omonimo originale.
Oggi, dove in passato vi erano le Torri Gemelle, sono state create due fontane quadrate delle stesse dimensioni della base di esse circondate da un parco alberato, servendo come monumento in ricordo delle vittime sia degli attentati dell'11 settembre 2001 che di quelle dell'attentato del febbraio 1993: sui pannelli di bronzo ai lati di esse infatti, sono incisi i nomi delle vittime di entrambi gli attentati. A 21 metri sotto il parco è collocato un museo interamente dedicato agli attentati. Il tutto costituisce il National September 11 Memorial & Museum.
Le fontane e il parco sono stati completati nel 2011, mentre il museo fu completato nel 2013 e aperto ufficialmente nel 2014. Nel 2003 è stata aperta una stazione della metropolitana provvisoria per sostituire quella danneggiata durante gli attentati del 2001, ma quella ufficiale è stata completata a marzo 2016. Nel giugno dello stesso anno, nei pressi dell'area viene aperto il Liberty Park, un giardino pubblico sopraelevato a Liberty St. e ospiterà la chiesa greco-ortodossa di San Nicola, distrutta durante il crollo della Torre Sud. Il 16 agosto infine è stato riaperto il Westfield World Trade Center conosciuto anche come World Trade Center Mall, situato di nuovo sotto il livello della strada e in alcuni piani inferiori del quarto edificio. È prevista l'apertura di ulteriori nuovi negozi anche nei piani inferiori del secondo e del terzo edificio. Nel 2017, dopo anni di permanenza al Battery Park, è stata collocata al centro di Liberty Park The Sphere, la nota scultura in metallo della piazza originale, incredibilmente sopravvissuta al crollo degli edifici.